# Barra de Tabatinga

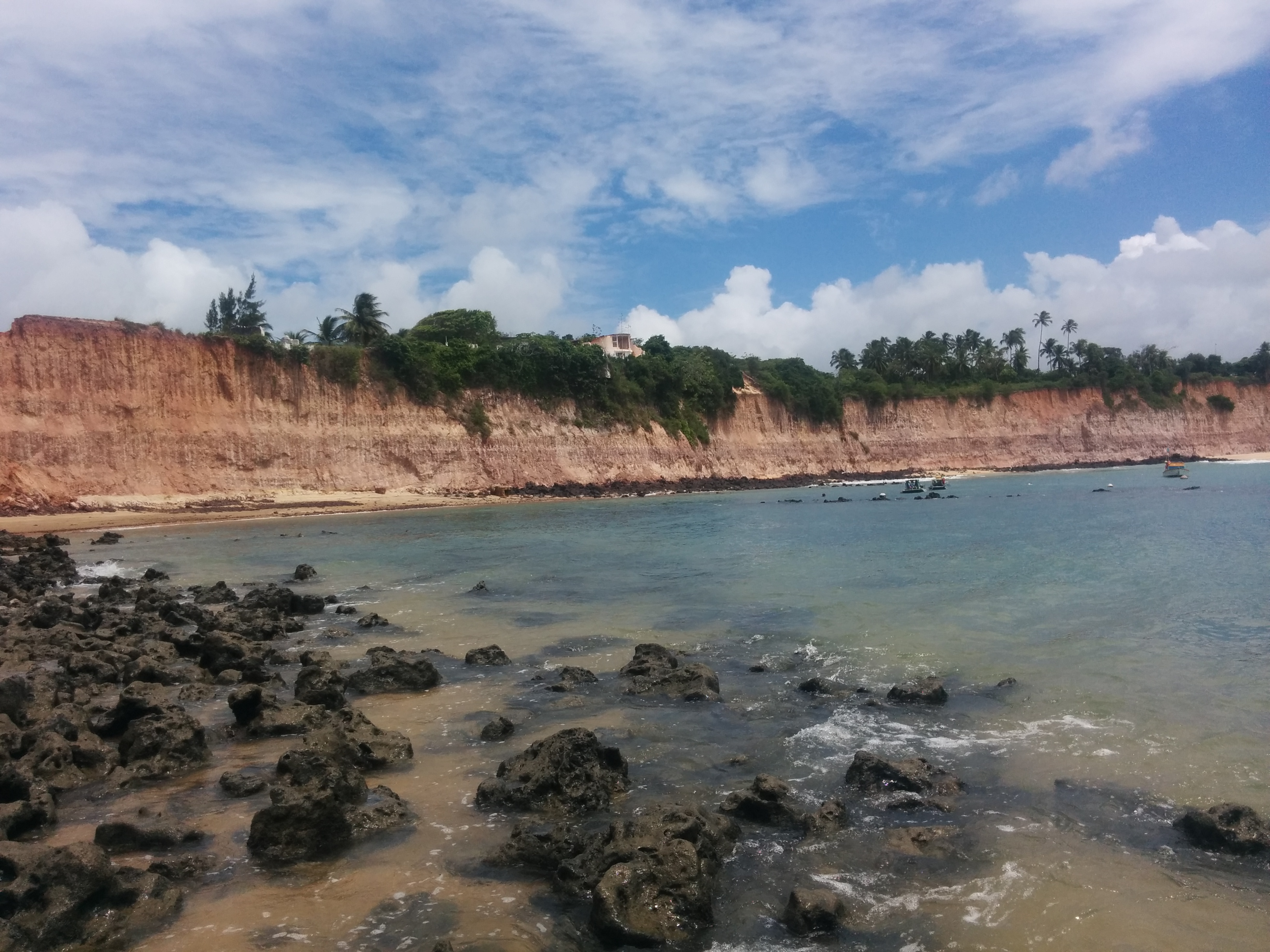
A praia de Barra de Tabatinga e suas falésias

Barra de Tabatinga é uma praia localizada em Nísia Floresta, no estado do Rio Grande do Norte. É conhecida por suas falésias, que em 2022 foram apontadas como em situação de risco.